# Hormajärvi (sjö i Kuopio, Norra Savolax)
Hormajärvi är en sjö i kommunen Kuopio i landskapet Norra Savolax i Finland. Sjön ligger 85,9 meter över havet. Den är 22 meter djup. Arean är 1,23 kvadratkilometer och strandlinjen är 14,35 kilometer lång. Sjön  ingår i Vuoksens huvudavrinningsområde.   Den ligger omkring 22 kilometer sydöst om Kuopio och omkring 330 kilometer nordöst om Helsingfors. 